# Грб Кировске области
Грб Кировске области је званични симбол једног од субјеката Руске федерације са статусом области — Кировске области. Грб је званично усвојен 29. августа 1995. године.

## Опис грба
Грб Кировске области има облик француског штита, а опис грба гласи: 
У златном пољу из азурно плавог облака излази црвена рука у црвеној одјеће, која држи црвени лук са запетом стријелом. У хералдичком горњем десном углу (лијево од гледаоца) стоји црвени угласти крст. Крст има угласт облик са лоптицама на крајевима.
Рука са луком и стријала је, у складу са хералдичким нормама, у правцу лијеве стране посматрача.